# Johannes Nicolaus Buek
Johannes Nicolaus Buek der II., junior oder der Jüngere (* 1779 in Hamburg; † 31. Januar 1856 in Frankfurt (Oder)) war ein Apotheker und Botaniker. Sein offizielles botanisches Autorenkürzel lautet „J.N.Buek bis“.

## Leben

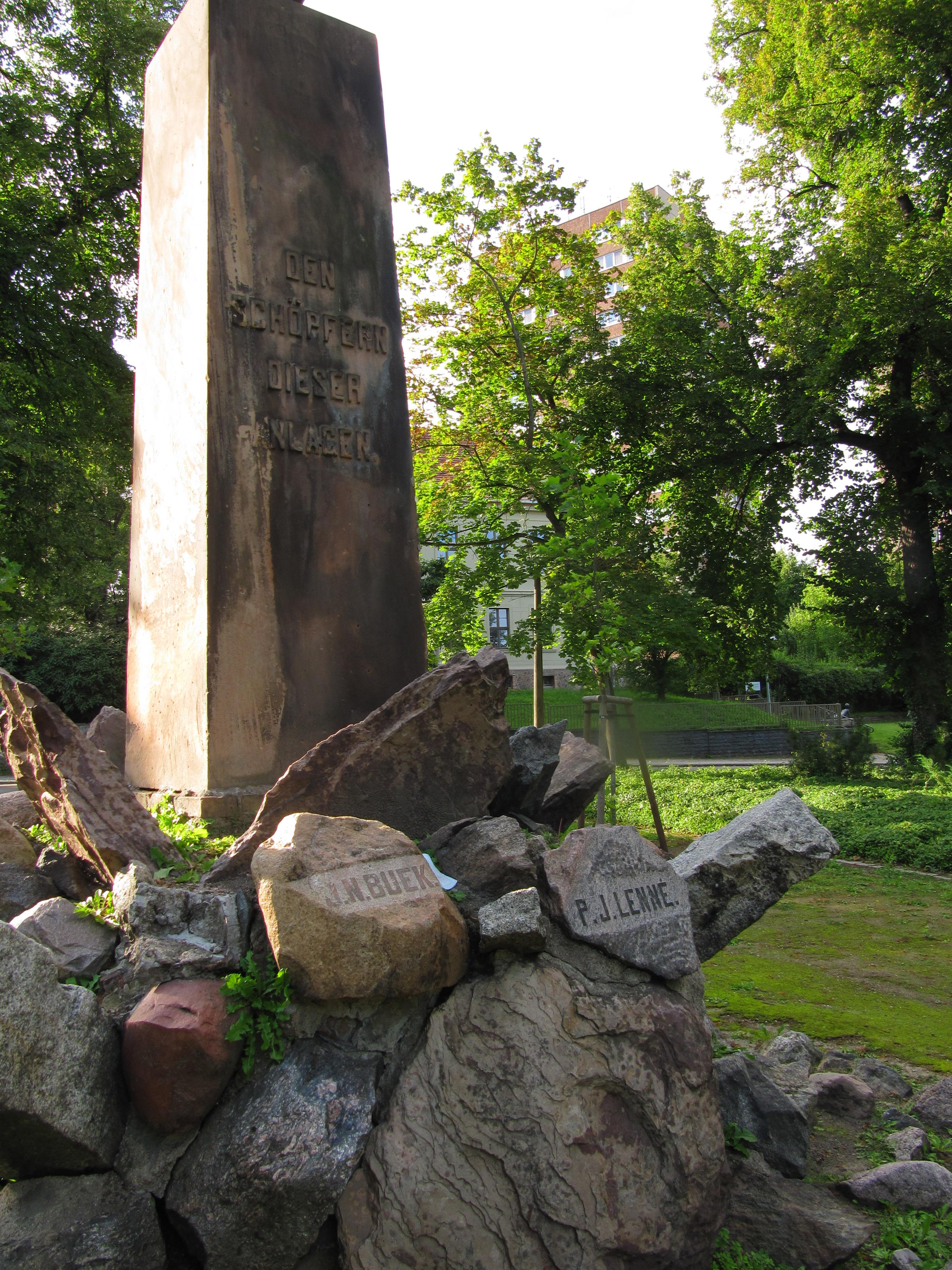
Das Schöpferdenkmal im Lennépark Frankfurt (Oder) mit den Namenssteinen für Buek und Lenné

Johann Nicolaus war der Sohn des Hamburger Handelsgärtners und Botanikers Johann Nikolaus Buek senior, der Ältere (1736–1812). Sein Bruder wurde kaiserlicher Hofgärtner in Sankt Petersburg.
Buek kam 1807 nach Frankfurt an der Oder und war zunächst Apotheker in der Adler-Apotheke am Markt. 1808 heiratete er die Tochter des Inhabers der Löwen-Apotheke in der Großen Oderstraße. Nach dem Tode seines Schwiegervaters im Jahre 1814 übernahm Buek die Apotheke und betrieb sie bis 1827.
Bekannt wurde Buek als Botaniker. Er beschäftigte sich intensiv mit der heimischen Flora, studierte die Schriften älterer Frankfurter Botaniker und stand mit den berühmtesten Botanikern seiner Zeit in Kontakt. 1837 wurde er Mitglied der Akademie gemeinnütziger Wissenschaften zu Erfurt. Er legte einen eigenen botanischen Garten an, der den der Brandenburgischen Universität Frankfurt an Größe übertraf.
Bei der Anlage des Lennépark Frankfurt (Oder) war Buek für die Umsetzung des Bepflanzungsplanes von Peter Joseph Lenné verantwortlich. Er beschaffte Pflanzen aus den Frankfurter Stadtforsten und aus der Königlichen Landesbaumschule in Potsdam.
Für seinen Anteil an der Errichtung des Bürgerparks wurde sein Name am Schöpferdenkmal im Park genannt.

## Schriften
- Hortus Francofortanus oder Verzeichnis der in meinem Garten cultivierten Gewächse mit Hinzufügung der in der Nähe Frankfurts wildwachsenden.
- Flora Francofurtana, 1801.